# Crossing the Line
Crossing the Line er en britisk film fra 1990 af David Leland.

## Medvirkende
- Liam Neeson som Danny Scoular
- Joanne Whalley som Beth Scoular
- Billy Connolly som Frankie
- Ian Bannen som Matt Mason
- Juliet Cadzow som Margaret Mason
- om Watson som Tommy Brogan
- Hugh Grant som Gordon
- Kenny Ireland som Tony